# Barengkok (Leuwiliang)
Barengkok is een bestuurslaag in het regentschap Bogor van de provincie West-Java, Indonesië. Barengkok telt 10.848 inwoners (volkstelling 2010).